# Феклино (озеро)
Феклино — бессточное озеро в Красноармейском районе Челябинской области. Площадь поверхности водного зеркала — 1,96 км². Площадь водосборного бассейна — 2,5 км². Высота над уровнем моря — 170,9 м.
Имеет овальную форму, вытянуто с юго-запада на северо-восток. Восточный берег частично заболочен. На западном берегу расположено село Феклино.
Средняя глубина водоёма составляет 2-3 метра, максимальная глубина не превышает 4 метров. Вода замутнённая, множество водной растительности.
В озере водятся окунь и ротан. По некоторым данным, встречаются также карась, гольян, пелядь и щука.
Предположительно название озера и одноимённого населённого пункта на его берегу происходит от фамилии прежнего владельца этих земель.
Вблизи озера проходит автодорога 75К-455 Алабуга — Феклино.